# Мухаммад ибн Каррам
Абу Абдуллах Мухаммад ибн Каррам ас-Сиджистани (араб. محمّد بن كرّام‎; ум. 869) — исламский богослов. Основатель и эпоним секты каррамитов.

## Биография
Его полное имя: Абу Абдуллах Мухаммад ибн Каррам ибн Аррак ибн Хузаба ибн аль-Барр (аль-Бара') ас-Сиджистани (ас-Сиджи). Вероятно, родился в 806 году (190 году хиджры) в деревне Зерендж (Сиджистан). Его отец, Каррам (Карам, Кирам), который, как утверждается, имел арабское происхождение, принадлежит к бану Низару и, по некоторым данным, бану Турабу. Мухаммад, получивший первое образование в своём селении, отправился учиться в Хорасан. Учился у Ахмада ибн Харба, Ибрахима ибн Юсуфа, Али ибн Худжра в Мерве и ‘Абдуллаха ибн Малика в Герате. Передал множество хадисов от Тамима аль-Фараби.
Мухаммад ибн Каррам провёл свои юношеские годы в Сиджистане после получения образования. Он придерживался взглядов фикха Абу Ханифы. Среди его учеников был Ибрахим ибн Мухаммад ибн Суфьян, Ибрахим ибн Хаджжадж, Мухаммад ибн Исмаил ибн Исхак, Ахмад ибн Мухаммад ибн Яхья ад-Даххан и многие другие. Его преданность поклонению привела к тому, что вокруг него собралась большая группа людей.
Утверждается, что губернатор Сиджистана хотел убить Мухаммада ибн Каррама на том основании, что он ввёл нововведения (бид‘а) в религию, но удовлетворился изгнанием его из-за большого числа его последователей. Неизвестно, какие нововведения приписывались ему губернатором. После изгнания из Сиджистана Ибн Каррам продолжал распространять свои идеи среди жителей сельских районов Гура, Гарджистана (Газны) и Хорасан. Он также боролся с идеями шиитов с помощью асхаб аль-хадис. Когда он приехал в Нишапур с некоторыми из своих сторонников, особенно невежественные и угнетённые жители сёл, легко восприняли его идеи.
Недостаточно информации о периоде жизни Мухаммада ибн Каррама в Мекке. Затем он вернулся в Сиджистан, продал всё своё имущество во имя аскетизма (зухда) и благочестия (таквы) и переехал в Нишапур. Здесь он носил бесшовное кожаное платье, надевал на голову белую шляпу, занимался молочным бизнесом, проповедовал и консультировал людей в своём магазине. Ибн Каррам, которому удалось таким образом собрать вокруг себя бедную часть простых людей, выдвинул идею о том, что вера действительна после произнесения шахады (икрар), даже если сердце не знает (марифат). Он также начал выдвигать некоторые взгляды, выражающие таджсим; между тем он проявлял крайнюю чувствительность к аскетизму и поклонению. Однако его идеи и образ жизни стали обсуждаться в народе. В то время как одни считали его учёным и религиозным человеком, другие критиковали его мысли. В частности, его мнение о том, что вера состоит только из исповедания получило большой отклик. Аббас ибн Хамза и Ибн Хузейма издали фетву, что последователи Ибн Каррама (каррамиты) были неверующими и должны быть убиты, если они не покаются.
С другой стороны, в письме, которое он отправил аль-Бухари, он спросил его мнение о хадисе о том, возрастет ли вера (иман) или нет, и аль-Бухари ответил на его письмо, заявив, что тех, кто передал этот хадис, следует жестоко избить и посадить в тюрьму на длительный срок. Это привело к дискредитации Ибн Каррама в обществе. Ибн Каррам был допрошен группой учёных в присутствии тахиридского правителя Хорасана Тахира ибн Абдуллаха, и когда он заявил, что его идеи были продуктом божественного вдохновения, он был заключён правителем в тюрьму в Нишабуре в 857 году. Через некоторое время он был освобождён и отправился в Шам (Левант), а оттуда вернулся в Нишапур. На этот раз Мухаммад ибн Тахир приговорил его к восьми годам тюрьмы. Вероятно, что его отношение к вере (иману) и, следовательно, его близость к мурджиитам сыграли важную роль в заключении Ибн Каррама. Когда он был освобождён в 865 году, он отправился в Иерусалим и начал там проповедовать. Его книги были сожжены после того, как он настаивал на том, что вера — это только исповедание. Он был сослан в Рамлю правителем Иерусалима и там умер.
Мухаммад ибн Каррам заложил основы единства бытия (вахдат аль-вуджуд) своим учением о таджсиме, которое он выдвинул по отношению к сущности Аллаха, поэтому он был принят как один из первых представителей антропоморфистского понимания Бога в исламской мысли. Кроме того, было сказано, что тот факт, что исповедание языка является достаточным для веры, облегчило жизнь многим людям в регионе, где он жил.